# Grallaricula ochraceifrons
Grallaricula ochraceifrons е вид птица от семейство Grallariidae. Видът е застрашен от изчезване.

## Разпространение
Видът е разпространен в Перу.